# Catarina o la hija del bandido
Catarina o la hija del bandido es un ballet en tres actos y cuatro escenas, con libreto y coreografía de Jules Perrot y música de Cesare Pugni. El libreto se basa en un incidente en la vida del pintor italiano Salvator Rosa. La obra fue presentada por primera vez por el Ballet of Her Majesty's Theatre el 3 de marzo de 1846 en Londres, Inglaterra, con Lucile Grahn (como Catarina, líder de los bandidos), Louis-François Gosselin (como Salvator Rosa) y Jules Perrot (como el teniente Diavolino).

## Reposiciones
Una nueva puesta en escena de Jules Perrot para el Ballet del Teatro alla Scala, con el compositor Giacomo Panizza revisando la partitura original de Cesare Pugni y Giovanni Bajetti. Fue presentado por primera vez el 9 de enero de 1847 en Milán, Italia, con Fanny Elssler (como Catarina, líder de los bandidos), Effisio Catte (como Salvator Rosa) y Jules Perrot (como el teniente Diavolino).
Otra puesta en escena de Jules Perrot fue realizada para el Ballet Imperial, con Cesare Pugni revisando su partitura original. Presentado por primera vez en el Teatro Imperial Bolshoi Kamenny el 16 de febrero de 1849 en San Petersburgo, Rusia. Los bailarines principales fueron Fanny Elssler (como Catarina, líder de los bandidos), Christian Johansson (como Salvator Rosa) y Jules Perrot (como el teniente Diavolino). En un ensayo de esta producción estuvo presente el emperador Nicolás I de Rusia. Se dio cuenta de que Fanny Elssler y los bailarines del cuerpo de ballet no llevaban las armas correctamente y comenzó a mostrarles cómo empuñarlas.
Una nueva versión fue realizada por Roman Turczynowicz para el Ballet del Gran Teatro de Varsovia (Polonia), con Józef Stefani revisando la partitura original de Cesare Pugni. Fue presentado por primera vez el 22 de septiembre de 1850, con Konstancja Turczynowicz (como Catarina, líder de los bandidos), Aleksander Tarnowski (como Salvator Rosa) y Feliks Krzesiński / Felix Kschessinsky (como Diavolino).
Una reposición de Antonio-Manuel Abrami fue realizada para el Ballet del Teatro alla Scala, con Girolamo Trigambi revisando la partitura de Cesare Pugni. Presentado por primera vez el 25 de enero de 1853 en Milán, Italia, con Sofia Fuoco (como Catarina, líder de los bandidos) y Giancarlo Molinari (como el teniente Diavolino).
Una versión se realizó en Odesa (Imperio Ruso), por la compañía de gira de Yelena Andreyanova.
La versión de Marius Petipa para el Ballet Imperial, con Yuli Gerber revisando y agregando la partitura de Cesare Pugni, fue presentada el 13 de noviembre de 1870 y presentada por primera vez en el Teatro Imperial Bolshoi Kamenny en San Petersburgo, Rusia, con Adèle Grantzow (como Catarina, líder de los bandidos) y Pável Gerdt (como el teniente Diavolino).
Esta reposición de Catarina fue producida para una actuación benéfica en honor al compositor Cesare Pugni, quien murió en enero de ese mismo año. Todos los ingresos de taquilla de la noche del estreno fueron entregados a la familia del compositor.
En 1888 el coreógrafo Enrico Cecchetti realizó una versión para el Ballet Imperial, con Riccardo Drigo revisando y agregando nueva música a la partitura de Cesare Pugni (en la versión revisada por Yuli Gerber). Fue presentado por primera vez en el Teatro Imperial Mariinsky el 6 de noviembre de 1888 en San Petersburgo, Rusia. Los bailarines principales en esa ocasión fueron Elena Cornalba (como Catarina, líder de los bandidos) y Pavel Gerdt (como el teniente Diavolino).
La reposición de Fredy Franzutti con el nombre de Catarina, ossia La figlia del bandito para el Balletto del Teatro dell'Opera di Roma. Presentada por primera vez en el Teatro dell'Opera di Roma el 11 de mayo de 2007 en Roma, Italia, con Gaia Straccamore (como Catarina, líder de los bandidos), Mario Marozzi (como Salvator Rosa) y Alessandro Molin (como el teniente Diavolino).